# ندای دل (مجموعه تلویزیونی)
سریال ندای دل(به انگلیسی: When Calls the Heart)(به فارسی: وقتی قلب را صدا میزنی!)("ترجمه دوم ترجمه اصلی نام سریال است! ندای دل، ایرانی سازی نام گذاری مجموعه می باشد.") مجموعه تلویزیونی آمریکایی در گونه درام خانوادگی برگرفته از کتابی با همین نام نوشته جانِت اُوک و سری داستان های کانادایی غرب اوست. این مجموعه از تاریخ ۱۱ ژانویه ۲۰۱۴ از شبکه Hallmark Channel پخش شد.
ساخت و پخش فصل دوم این سریال تأیید شد. این سریال هم از دید بینندگان و نیز منتقدان رسمی سینمای آمریکا، کانادا و کشورهای اروپایی تحسین شد. این استقبال عمومی مناسب عوامل و دست اندرکاران آن را ترغیب کرد تا فصل دوم آن را نیز ساخته و روانه بازار سریالی کنند. وبگاه های مشهور IMDB و روتن توماتوز از اولین نهادهای منتقد مثبت این سریال بودند که هر کدام به ترتیب، ۸/۷ از ۱۰ و ۹۷ از ۱۰۰ را تاکنون به این مجموعه درام فولکلور خانوادگی اختصاص داده اند.

## خلاصه
مجموعهٔ «ندای دل» داستان الیزابت ثَچِر (اِرین کراکو) را بیان می‌کند که آموزگاری جوان و خوگرفته با شرایط زندگی اجتماعی و متمدن است و حالا نخستین وظیفهٔ معلمی به او واگذار شده؛ در محله‌ای کوچک که در آن معدن زغال‌سنگ وجود دارد و شغل اصلی مردم آن هم کارگری در آن معدن است. آنجا محلی ساده اما پر از مشکلات مختلف است. اِلیزابت بیشتر مردم محل را مجذوب خود می‌کند، جز افسر جَک ثارنتون (دنیل لیسینگ) که معتقد است پدر سرمایه‌دارالیزابت که یک تاجر معروف است با مأموریت دادن به او (ثارنتون) برای محافظت از دخترش، موقعیت شغلی ثارنتون را به نابودی کشانده است. الیزابت که در محلهٔ معدن زغال‌سنگ در قرن ۱۹ زندگی می‌کند، باید حد و مرزها را بشناسد تا بتواند با اتکا به خودش در این روستای غربی موفقیت یابد. لُری لافلین نقش همسر و مادری به نام اَبیگِیل استَنتون را بازی می‌کند که شوهرش، که سرکارگر معدن بود، به همراه ۱۲ کارگر دیگر به تازگی در یک انفجار در معدن کشته شد. اَبیگِیل و دیگر زنانی که بیوه شده‌اند بعد از اینکه درمی‌یابند حالا برای داشتن سقفی بالای سرشان باید خودشان در معدن کار کنند ایمان خود را در حال امتحان شدن می‌بینند.